# ویلی فاور
ویلی فاور (انگلیسی: Willy Favre; ۲۴ سپتامبر ۱۹۴۳ – ۱۹ دسامبر ۱۹۸۶) اسکی‌باز آلپاین اهل سوئیس بود.